# Psicologia fenomenológico-existencial
A Psicologia fenomenológica-existencial é um dos muitos ramos da Psicologia. Considerada como a terceira força, ao lado da psicanálise e da psicologia comportamental. Essa psicologia é uma forma de se pensar o mundo, surgida na filosofia. Não se tem somente uma pessoa responsável por tal pensamento. É um movimento que foi surgindo na Europa, sobretudo após as grandes guerras, havendo vários pensadores que contribuíram na edificação da mesma. No geral, os seus fundamentos teóricos surgem pela expressão filosófica de filósofos como Kierkegaard, Husserl, Heidegger, Merleau-Ponty e Sartre, como também do filósofo e psiquiatra Karl Jaspers, do psiquiatra Ludwig Binswanger e do psiquiatra e psicoterapeuta Medard Boss que foi amigo e aluno de Heidegger.
Importante frisar que, apesar de ser considerada como uma abordagem do campo da psicologia humanista, a Psicologia fenomenológica-existencial não é a mesma coisa que a Gestalt-Terapia e nem com a Abordagem centrada na pessoa.
A Psicologia fenomenológica-existencial surgiu no momento histórico em que havia certa insatisfação com relação aos resultados do trabalho proposto por Freud. Embora a Psicanálise tenha sido, em muitos sentidos, revolucionária com relação à tradição psiquiátrica, pouco tempo após seu surgimento os próprios psicanalistas já lhe haviam feito uma série de revisões. May (1988, p. 46) afirma que “seria um erro identificar o movimento existencial em psicoterapia simplesmente como mais um na linha de escolas que derivaram do freudianismo, ou de Jung, Adler e daí por diante”. Esclarece que, em pelo menos dois pontos, o existencialismo difere dessas correntes: primeiro porque não é criação de nenhum líder isolado, tendo se desenvolvido, espontaneamente, em diversas partes da Europa; em segundo lugar, a psicoterapia existencial não se propõe a fazer acréscimo ou revisão da Psicanálise, mas se apresenta como uma outra maneira de conceber e, portanto, de compreender clinicamente o ser humano. Tal maneira prioriza a existência concreta do homem, saindo de concepções teóricas que são muitas vezes abstratas e distantes da realidade do paciente.
Esse ramo da psicologia conduz a uma perspectiva ao mesmo tempo humanista (embora histórica e crítica) e fenomenológica (mas, de uma fenomenologia mundana, existencial e experiencial).
A psicologia pensada sob a perspectiva fenomenológica-existencial apresenta-se como uma busca à prática do método fenomenológico, compreendendo o existir com base na filosofia existencial. Ou seja, as pessoas experimentam o mundo de forma diferente e única. Por mais que procuremos encontrar uma correlação, por menor que seja, que nos surpreenda com a possibilidade de vivenciarmos algo idêntico ao outro, nos decepcionamos, pois as percepções continuarão únicas. Esta sensação pode nos trazer a experiência de que estamos sós, porém, pode também, contribuir em perceber o universo de possibilidades que o ato de viver nos presenteia. Assim, a pessoa não consegue conceber a atitude de enquadrar alguém em um modelo teórico que pode fornecer algumas explicações técnicas, pois não consegue abarcar a unicidades das experiências.
Nesse sentido, o psicólogo fenomenológico-existencial não considera o paciente como um conjunto de pulsões, fantasmas e mecanismos de defesa psíquicas, mas como uma pessoa que procura um significado para a sua existência. É a pessoa que dá sentido aos mecanismos e não o contrário.

## Ciências humanas versus ciências naturais na psicologia
A Psicologia, a fim de emancipar-se da Filosofia e adquirir status científico, no final do século XIX, assumiu como seus os objetivos da Ciência Natural então praticada. Em seus primórdios, a Psicologia científica necessitava do aval de posições tradicionais do conhecimento – ainda que na forma de cópia – para obter relevância. Mas, a distinção entre ciências naturais e ciências humanas, anterior a fenomenologia, especialmente anterior a Heidegger, se por um lado realçava o desconforto com a concepção cientifica clássica, no que diz respeito aos seus estudos sobre o homem, por outro lado deixava entender (e ainda deixa) que nas ciências humanas a sensibilidade era liberta da amarra metodológica e que o conhecimento obtido estava autorizado a ser impreciso, ao passo que nas naturais o legado físico-matemático estava preservado, na forma de conhecimento exato, preciso.
Porém, talvez, nenhuma outra área do conhecimento debata tanto sua cientificidade como a Psicologia. Talvez porque nenhuma outra área do conhecimento se distancie tanto do sujeito e do objeto da tradição como a Psicologia. E também porque, talvez, a Psicologia estude o mais complexo dos objetos: aquele que nunca é objeto, o ser humano. E ainda mais: talvez porque a Psicologia seja a melhor das ciências demonstrando, conforme defende Heidegger (1927/1993), "sua capacidade de sofrer uma crise em seus conceitos fundamentais" (p. 35).
Nessa perspectiva, a abordagem fenomenológica-existencial vai mostrar que: (I) qualquer procedimento científico está vinculado ao modo de ser do homem; (II) a psicologia não necessita adotar o modelo naturalista para suas investigações; e (III) as ciências naturais não realizam a desejada assepsia metodológica.
Então, qual o ponto de partida da Psicologia fenomenológica-existencial? O modo de ser humano como tal (ontológico) que é a condição para os fenômenos (ônticos) psicológicos. Possivelmente, para a ciência psicológica seja mais produtivo ter clara a origem ontológica de seus fenômenos típicos, uma vez que os fenômenos psicológicos propriamente ditos parecem já razoavelmente conhecidos. Ou seja, os fenômenos psicológicos são comportamentais, são mentais, são emocionais ou linguístico-narrativos, construtivos? Provavelmente nem um, nem outro, mas sim todos, uma unidade de todos os citados acima. Essa unidade, no entanto, permanece inacessível, e a psicologia segue com seus debates parcializados, escolarizados. Pergunta-se: como é o homem, de modo que pode manifestar e reconhecer fenômenos psicológicos?
Tendo essas questões em vista, sabendo-se como é o ser humano no nível ontológico, dever-se-á poder identificar o percurso do nível ontológico para o ôntico-psicológico. Ampliando a ideia: como o ser humano, entendido onto-filosoficamente (via descrição fenomenológica) se psicologiza, se sociologiza, se antropologiza, se teologiza? Qualquer fenômeno humano deve sempre estar referido à sua estrutura ontológica.
Isto é, a Psicologia tradicionalmente possui diversas linhas de trabalho que orientam o profissional das mais variadas formas, incluindo diferenciação de método, visão de homem, técnicas de atuação, etc. No entanto, existe um crescente interesse pelo método fenomenológico e pelo pensamento existencial. Como se vê na vasta publicação do assunto na área da psicologia e da psiquiatria.

## A prática psicológica fenomenológica-existencial
Com relação às práticas psicológicas, as consequências dessa concepção do ser do homem como "existência" demarcam uma atitude clínica nitidamente diferenciada, que poderíamos, resumidamente, sistematizar em alguns aspectos estritamente articulados entre si: o abandono de qualquer redução do humano a dimensões meramente orgânicas e psicológicas, naturalmente compreendidas, isto é, o abandono de qualquer cientificismo positivista objetivante do sofrimento existencial; a suspensão de toda postura técnica e voluntarista, em que o terapeuta se coloca no lugar daquele que conduz a dinâmica do processo clínico a partir de suas representações técnico-conceituais sobre a existência do paciente ou a partir de seu desejo pessoal de impor mudanças; o exercício da atenção e do cuidado livre de expectativas, em que o outro é convidado a uma lembrança de si como pura "existência" para, a partir daí, perspectivar seus limites e suas possibilidades mais próprias e singulares.
Desse modo, a hermenêutica, assumida na Psicologia fenomenológica-existencial como situação constitutiva da existência, pode oferecer, a partir de seus pressupostos ontológicos, novas possibilidades de tematização dos fenômenos psicológicos e da atitude clínica. Precisamente, a adoção desses pressupostos exige o abandono de toda tentação de transpor para o âmbito da clínica os elementos essenciais do método cientifico-natural: redução à objetividade conceitual, quantificação e mensuração.
Nesse contexto, a atitude da Psicologia fenomenológica-existencial, além de constituir-se como uma das dimensões fundamentais da prática psicológica clínica, apresenta-se também como uma atitude "que une tantos pesquisadores, não somente como modo de acesso ao mundo ou forma de pesquisa para compreensão do objeto, mas fundamentalmente como uma ontologia "(Ewald, 2008, p. 150). Não se apreende a fenomenalidade das ciências humanas pela interpretação própria às ciências naturais; ela exige outra possibilidade de interpretação alcançável por meio do rigor descritivo interpretativo - deixar ver e fazer ver - via fenomenologia, o que implica descrições compartilháveis sobre os fenômenos que permeiam as situações singulares. Nessa direção, a descrição fenomenológica dos fenômenos clínicos não se pode pretender universalizante, com generalizações de comportamentos singulares, pois a singularidade da existência é incontornável.
Assim compreendida, a atitude clínica transita entre o ôntico e o ontológico e tem como direção o desvelamento do "poder-ser" por meio do apropriar-se da propriedade e da impropriedade. A atitude clínica parte da disposição afetiva da angústia como abertura privilegiada para uma compreensão própria da existência, mas aponta também a possibilidade de um existir sereno, antecipatório do ser-para-a-morte e aberto ao mistério (Barreto, 2006). De acordo com Heidegger, "a serenidade em relação às coisas e a abertura ao segredo são inseparáveis. Concedem-nos a possibilidade de estarmos no mundo de um modo completamente diferente" (Heidegger, 1959, p. 25).
Nesse horizonte de transformações da psicologia atual, Sá (2009) aponta que a fenomenologia traz contribuições fundamentais que estão presentes desde as preocupações de Husserl (2002), com "A crise da humanidade europeia e a Filosofia", atravessam as meditações de Heidegger, quando interpela sobre as consequências da técnica moderna, e chegam às diversas análises políticas de inspiração fenomenológica de Sartre (1943/2005) e Arendt (1958/1999). Nessa vocação fenomenológica para a análise crítica do contemporâneo, sobressai a aposta de que somente através de uma consciência cada vez mais clara do papel de regulação e dominação exercido pelas institucionalizações técnico-científicas da vida cotidiana é possível que as práticas psicológicas venham a se constituir espaços de abertura e cuidado para possibilidades históricas de ser-no-mundo-com-o-outro mais plurais e emancipatórias.
Em suma, a psicologia com o método fenomenológico e o pensamento existencial possui a proposta de esclarecer sobre o ser do homem, revelando suas estruturas existenciais e abandonando qualquer teoria desvinculada do verdadeiro sentido da existência. Ou seja, tal abordagem da psicologia tenta alcançar o sentido da existência humana em sua totalidade, sem tomar a priori aspectos definidores de cada indivíduo, que possam desfigurar o fenômeno que se mostra. Assim, o homem é tomado como indefinível, no sentido de não ser classificado a partir de axiomas ou sistemas explicativos da existência humana.
Também o pensamento da Psicologia fenomenológica-existencial parte da premissa de que o homem se constitui como ser-no-mundo. O homem é sempre, desde o início, a relação com o mundo. Ser-no-mundo é uma estrutura originária e sempre total, onde o homem se revela e se realiza nesse encontro, não podendo ser decomposta em elementos isolados. Para Heidegger, a expressão composta "ser-no-mundo" mostra que pretende referir-se a um fenômeno de unidade. “Mesmo o estar só é ser-com, no mundo. Somente ‘num’ ser-com e ‘para’ um ser-com é que o outro pode faltar. O estar só é um modo deficiente de ser-com” (Heidegger 1988, p. 172).

## Psicologia fenomenológica-existencial Latino Americana
Progressivamente, entretanto, as realidades e as perspectivas psicológicas, filosóficas e culturais latino americanas, e brasileiras, em particular, em nosso caso, começam a marcar uma presença crítica diferenciada, e a reivindicar perspectivas próprias, no processo de constituição destas abordagens em nosso meio. Desenvolve-se um movimento vigoroso neste sentido, a partir do início da década de oitenta. Movimento que até hoje perdura, e ganha corpo.
Podemos falar, assim, pelo menos em nosso meio, de uma vertente brasileira, e latino americana, no processo de constituição da chamada Psicologia Humanista entre nós. De modo que a recepção dos produtos do encontro de uma vertente européia com uma vertente norte americana não mais se dá de um modo passivo. Há a constituição de uma perspectiva brasileira e latino americana, e que participa diferenciadamente do encontro das águas que constituem a Psicologia fenomenológica-existencial, dita humanista.
O encontro das águas da filosofia e da psicologia que constitui, na Europa e nos EUA, as psicologias e as psicoterapias fenomenológica-existenciais, transbordam para o Brasil. E no Brasil constituem uma alternativa de psicologia e de psicoterapia que tem uma interessante relevância entre nós na medida em que oferecem produtivas concepções e metodologias para a prática do trabalho psicológico e psicoterápico entre nós.
No ano de 2011, a Associação Latino Americana de Psicoterapias Existenciais (ALPE) elegeu o Rio de Janeiro para sediar o IV Congresso Latino Americano de Psicologia Fenomenológico-Existencial e enfoques afins. Objetivo: Reunir profissionais, estudantes de graduação e de pós- graduação, estudiosos da perspectiva fenomenológica-existencial.
Entre os dias 27 e 29 de abril de 2015, aconteceu na Universidade Federal do Maranhão (UFMA) o V Encontro Ludovicense de Fenomenologia, Psicologia Fenomenológica e Filosofias da Existência (V ELFPFFE). A temática da quinta edição do Encontro foi “A medicalização da existência”. O Conselho Federal de Psicologia (CFP) participou da conferência de abertura do evento, organizado pelo Grupo de Estudos e Pesquisas em Fenomenologia e Psicologia Fenomenológica do Departamento de Psicologia da UFMA.